# Flamur Kastrati
Flamur Kastrati (Oslo, 14 november 1991) is een Kosovaars-Noors voetballer die sinds 2018 speelt voor Kristiansund BK en het Kosovaars voetbalelftal.

## Clubcarrière
Flamur Kastrati werd door Hallvar Thoresen voor FC Twente gescout bij Skeid Fotball. Hij maakte op 17-jarige leeftijd indruk bij de Noorse club tijdens zijn debuutjaar in de tweede divisie in Noorwegen. Mede dankzij zes doelpunten van hem promoveerde Skeid naar de Adeccoligaen, de op een na hoogste competitie in Noorwegen. Het leverde hem een stage op bij de club uit Enschede. Tijdens de stage maakte hij een dermate goede indruk, dat FC Twente hem graag wilde inlijven. Tegen het sluiten van de transfermarkt in januari 2009 werd bekend dat FC Twente en Skeid Fotball elkaar gevonden hadden in een afkoopsom. Kastrati tekende een contract voor drieënhalf jaar bij de club uit Enschede. Hij werd toegevoegd aan de selectie van Jong FC Twente. Eenmaal gearriveerd in Nederland bleek hij met een gebroken middenvoetsbeentje te kampen, dat hem zes weken aan de kant hield.
In de oefenperiode in de aanloop naar seizoen 2009/10 maakte Kastrati enkele keren zijn opwachting in het eerste elftal van FC Twente. In de winterstop van seizoen 2010/11 werd hij verhuurd aan VfL Osnabrück.
In de eerste acht competitiewedstrijden voor VfL Osnabrück maakte Kastrati drie doelpunten. In zijn negende competitiewedstrijd, de uitwedstrijd tegen Energie Cottbus op 13 maart 2011 (2-0 verlies), kwam hij in de 78e minuut in een kopduel zwaar in botsing met Energie-verdediger Markus Brzenska waarbij hij ernstig nekletsel opliep. Kastrati werd met spoed naar het ziekenhuis gebracht, alwaar snel bleek dat Kastrati niet in levensgevaar verkeerde. Overrompeld door hetgeen gebeurd was speelden de achtergebleven spelers van VfL Osnabrück en Energie Cottbus in het restant van de wedstrijd (die als gevolg van de blessure veertien minuten blessuretijd kende) elkaar de bal toe, zonder dat daadwerkelijk werd gevoetbald.
In de zomer van 2011 verruilde Kastrati FC Twente voor MSV Duisburg.

## Interlandcarrière
Kastrati nam in 2013 met Jong Noorwegen deel aan de EK-eindronde U21 in Israël. Daar verloor de ploeg onder leiding van bondscoach Tor Ole Skullerud in de halve finale met 3-0 van de latere toernooiwinnaar Spanje.
In januari 2014 besloot de FIFA dat de Kosovaarse nationale elftallen en clubs internationale oefenwedstrijden mogen spelen tegen alle landen die zijn aangesloten bij de FIFA. De eerste officiële voetbalinterland van Kosovo vond op 5 maart 2014 plaats. Tegenstander van dienst was Haïti, de wedstrijd eindigde op een scoreloos gelijkspel. Kastrati debuteerde voor Kosovo in de wedstrijd tegen Haïti.

## Erelijst
Skeid Fotball
- Tweede Divisie

2008
4
 Strømsgodset IF
- Noors landskampioen

2013

## Statistieken
| Seizoen | Club               | Land      | Competitie    | Wed. | Goals |
| ------- | ------------------ | --------- | ------------- | ---- | ----- |
| 2008    | Skeid Fotball      | Noorwegen | 2. divisjon   | 20   | 6     |
| 2008/09 | FC Twente          | Nederland | Eredivisie    | 0    | 0     |
| 2009/10 | FC Twente          | Nederland | Eredivisie    | 0    | 0     |
| 2010/11 | FC Twente          | Nederland | Eredivisie    | 0    | 0     |
| 2010/11 | VfL Osnabrück      | Duitsland | 2. Bundesliga | 16   | 4     |
| 2011/12 | MSV Duisburg       | Duitsland | 2. Bundesliga | 18   | 0     |
| 2012/13 | MSV Duisburg       | Duitsland | 2. Bundesliga | 3    | 0     |
| 2012/13 | FC Erzgebirge Aue  | Duitsland | 2. Bundesliga | 10   | 0     |
| 2012/13 | Strömsgodset IF    | Noorwegen | Eliteserien   | 11   | 1     |
| 2014    | Strömsgodset IF    | Noorwegen | Eliteserien   | 18   | 2     |
| 2015    | Strömsgodset IF    | Noorwegen | Eliteserien   | 22   | 2     |
| 2016    | Strömsgodset IF    | Noorwegen | Eliteserien   | 11   | 2     |
| 2016    | Aalesunds FK       | Noorwegen | Eliteserien   | 3    | 0     |
| 2017    | Sandefjord Fotball | Noorwegen | Eliteserien   | 26   | 10    |
| 2018    | Sandefjord Fotball | Noorwegen | Eliteserien   | 12   | 2     |
| Totaal  | Totaal             | Totaal    | Totaal        | 170  | 29    |

Bijgewerkt op 26 mei 2011 15:04 (CEST)

### Internationale wedstrijden
| №                                     | Datum                          | Wedstrijd                      | Uitslag                        | Competitie                     | Goals                          |
| Als speler van Strømsgodset IF        | Als speler van Strømsgodset IF | Als speler van Strømsgodset IF | Als speler van Strømsgodset IF | Als speler van Strømsgodset IF | Als speler van Strømsgodset IF |
| ------------------------------------- | ------------------------------ | ------------------------------ | ------------------------------ | ------------------------------ | ------------------------------ |
| 1.                                    | 5 maart 2014                   | Kosovo – Haïti                 | 0 – 0                          | Vriendschappelijk              | 0                              |
| 2.                                    | 7 september 2014               | Kosovo – Oman                  | 1 – 0                          | Vriendschappelijk              | 0                              |
| Totaal                                | Totaal                         | Totaal                         | Totaal                         | Totaal                         | 0                              |
| Laatst bijgewerkt op 1 november 2014. |                                |                                |                                |                                |                                |